# 小行星8201
小行星8201（英語：8201）是一颗围绕太阳公转的小行星。1994年1月5日，G. J. Garradd在赛丁泉山发现了此天体。
这颗小行星的绝对星等为25.0878232499485等。